# Дротик
Дро́тик (метательное копьё, швырковое копейцо) — метательное оружие, представляющее собой копьё на коротком древке, несколько уменьшенное и облегчённое по сравнению с копьями для конного (или рукопашного) боя (как правило, имеет общую длину порядка 1,2—1,5 метра) и соответствующим образом уравновешенное для удобства метания.
В качестве боевого и охотничьего оружия дротики применялись войсками многих народов и стран мира, начиная с древнейших времен. Эпизодическое применение дротиков как оружия зафиксировано даже в XX веке. На Руси дротики назывались «сулицами». Также «дротиками» называют короткие метательные стрелы для игры в дартс, тяжёлые стрелы, выпускаемые из баллист и другое.

## История
Дротики появились в начале мезолита, когда люди научились крепить к простейшим копьям-острогам наконечники из кости и камня. Листовидный кремнёвый наконечник от дротика — один из самых массовых видов археологических находок первобытного мира.
Вскоре была придумана и копьеметалка (атлатль) — устройство, увеличивающее размах руки при метании, имевшее вид дощечки с упором для торца древка (либо ременной петли). Дротик, брошенный от руки, летел до 20 собственных длин, а использование копьеметалки позволяло метать дротики в 2 раза дальше, хотя и существенно менее точно. По этой причине копьеметалка употреблялась жителями степей, для которых дальность броска была наиболее актуальна.
Лук повсеместно конкурировал с дротиками, но нигде не вытеснял их полностью. Преимущество дротика заключалось прежде всего в том, что он занимал только одну руку, в другой мог быть, например, щит. Тяжёлые дротики, в отличие от стрел, сохраняли убойную силу на всём протяжении полёта, а на небольших расстояниях превосходили стрелы и по точности. Если на точность пущенной стрелы влияли некоторые факторы, от стрелка не зависевшие, то дротик, в принципе, можно было метнуть как угодно точно.
Одним из ключевых отличий дротиков от рукопашных копий (кроме иного распределения массы по длине) была форма наконечника. Если рукопашное оружие обычно делалось так, чтобы его наконечник нигде не застревал и ни за что не цеплялся, в то время как щиты, напротив, были ориентированы на зажатие вражеского оружия, то для дротиков способность застревать в щитах была положительным качеством, дротик достаточно тяжёл, и пользоваться щитом с застрявшим в нём дротиком становилось трудно. Застревание дротика в ране было желательно и на охоте, так что острия дротиков часто специально изготовлялись с зазубринами.
С другой стороны, метание дротика требовало определённого пространства для размаха, и дротиков с собой нельзя было иметь столько, сколько стрел. Поэтому в конечном счёте лук был всё же предпочтительнее, оттеснив метательные копья на задний план.
Среди варваров дротиками вооружались лишь народы, не умевшие делать мощные луки, но позже, с распространением защитного снаряжения, интерес к дротикам снова возрос благодаря их лучшей пробивной силе и точности.
Так, например, лёгкая пехота древних Греции, Македонии и Рима редко пользовалась иным метательным оружием, кроме дротиков, нападая на гоплитов, дротиками с большей вероятностью можно было поразить их в незащищённые части тела. Дротиком проще было пробить и не слишком прочные доспехи, холщовые, кожаные или кольчужные. Римляне даже использовали копьеметалки.
Короткие дротики часто использовались и кавалерией, это позволяло конному бойцу использовать одну руку для управления лошадью, и, что важно, в бою дротик выхватить из обоймы («джида») можно было быстрее, чем лук и стрелу из колчана.
Наконец, в Европе дротики снова начали активно использоваться с конца XIII века, когда штукофены позволили в некоторой степени снять дефицит железа, которого для производства дротиков требовалось несравненно больше, чем для производства стрел.
Славянские народы, по описаниям византийских авторов, пользовались метательными копьями издавна, русское название «сулица» имеет западнославянские корни. На Руси сулицы широко применяли вплоть до XVII столетия, как в коннице, так и при обороне крепостей.

## Разновидности дротиков
Дротики можно поделить на несколько типов. К первому, самому древнему, близкому по характеристикам к охотничьим образцам каменного века, относятся наиболее лёгкие (0,2—0,3 кг) и длинные (до 210 см) метательные копья. Такие дротики обеспечивали максимальные дальность и точность броска и нередко использовались с копьеметалкой. Однако по своей массе они приближались к тяжёлым стрелам, а более низкая начальная скорость обуславливала даже худшую, в сравнение со стрелами, пробивную способность.
Характерным примером дротика лёгкого типа может считаться римская gasta velitaris (дротик велитов).
Более тяжёлые метательные копья, предназначенные для пробивания доспехов, по своим характеристикам приближались к универсальным образцам копий, но в отличие от них, могли иметь бронебойные наконечники и утяжелители из свинцовых колец. При умеренной (150—180 см) длине вес «средних» дротиков колебался в пределах 0,7—1,7 кг. Дальность броска составляла в среднем 25 метров.
К этому типу относится большинство римских пилумов.
Наконец, некоторые виды дротиков специально разрабатывались для выведения из строя щитов тяжёлого типа. Таковым был римский «тяжелый пилум», масса которого составляла 2—3 кг, а иногда и более. Метались такие копья, естественно, только на несколько метров. Но при попадании даже в самый прочный щит пилум либо проламывал его, либо застревал в нём своим иззубренным наконечником, вынуждая опустить, в любом случае щит терял свою функциональность, что по тем временам означало и уничтожение гоплита как боевой единицы.
Также к тяжёлым дротикам относится солиферрум — метательное копье иберийского происхождения, которое обычно изготавливалось целиком из железа и по тактике применения было схоже с римскими пилумами.
Дротики, использовавшиеся кавалерией (в частности, русской), были существенно короче — 70—120 см длины. Но вес их при этом превышал 0,5 кг, что позволяло пробивать лёгкое защитное снаряжение. Метались короткие дротики на небольшие расстояния — около 10—15 метров.
Отдельно стоит упомянуть позднеримские «свинчатки» — дротики «плюмбаты», носившиеся по нескольку штук в легионерском щите. Дротики этого типа отличались не только свинцовым утяжелителем, как это можно понять по их названию, но и очень малой длиной древка — около 45 сантиметров. Такое устройство упрощало ношение, но вместе со свинцовым грузом сильно смещало центр тяжести к острию, что делало необходимым применение для стабилизации оперения. Существовали как лёгкие (0,2 кг), так и бронебойные (более 0,7 кг) образцы этого оружия. Метались «свинчатки» на дистанцию до 60 м.
Японский метательный дротик «утинэ» состоит из длинного наконечника и древка с оперением. Общая длина — от 35 до 75 см, в среднем 50. Наконечник обычно напоминает формой наконечник стандартного японского копья «яри», ланцетовидный, гранёный, но уплощенной формы (плоский ромб в сечении). Изредка встречаются и «пикейные» формы наконечника утинэ, узкие, с повышенной проникающей способностью. Другие названия утинэ — «тэцукия» (ручная колющая стрела), «нагэя» (метательная стрела) или «футоя» (толстая стрела). Диаметр его древка — около 2 см. Наконечник — черешковый, очень длинный, уходит в древко почти на всю длину. Древко делалось чаще всего из дуба. Часто дротики-утинэ снабжались длинной верёвкой (или шнуром), закреплённым позади оперения, у самого конца дротика.